# T-362
La T-362 és una curta carretera local de la comarca de la Terra Alta. Duu la T perquè és de les carreteres que pertanyen a la demarcació de Tarragona. Discorre pel terme municipal de Bot (Terra Alta). La carretera arrenca de la N-420, a prop i a ponent de la fita quilomètrica 795, baixa cap al sud-est, i en un curt recorregut de 2 quilòmetres s'aboca en la TV-3531, a prop de Bot.